# Amiral Louzeau (frégate)
L'Amiral Louzeau est une frégate de défense et d'intervention, un type de frégate de premier rang de la Marine nationale française en cours de construction. Elle est nommée en l'honneur de Bernard Louzeau, un influent amiral décédé en 2019, pionnier de la dissuasion nucléaire française.
La mise en service de la frégate est prévue en 2026.

## Historique
La commande a été annoncée le 29 mars 2021, en même temps que celle de son navire jumeau, l'Amiral Castex.
Pour cette frégate, qui est la quatrième du programme et la deuxième construite pour la marine française, le montage industriel intègre quelques blocs issus du chantier naval grec de Salamine. Ces blocs sont ensuite envoyés à Lorient pour l'assemblage.
La cérémonie de découpe des tôles se déroule le 15 mai 2023. Mais, en mars 2024, afin de respecter ses engagements de délai vis-à-vis de la marine hellénique, Naval Group annonce permuter le calendrier de livraison de l'Amiral Louzeau avec celui de la frégate grecque Formion (F603) : l'Amiral Louzeau devient alors la cinquième frégate du programme, et non plus la quatrième. De fait, la date réelle de première découpe des tôles devient le 12 juillet 2023 (cérémonie de découpe de la Formion) et la date de livraison est reportée d'un an.